# Florenciella lugubris
Florenciella lugubris är en fiskart som beskrevs av Mead och De Falla, 1965. Florenciella lugubris ingår i släktet Florenciella och familjen Epigonidae. Inga underarter finns listade i Catalogue of Life.